# Varsanufie Gogescu
Varsanufie Gogescu, pe numele de mirean Valentin Gogescu, (n. 24 ianuarie 1968, București) este un arhiepiscop român, membru al Sfântului Sinod al Bisericii Ortodoxe Române. Din 2001 pană în 2014 a fost episcop-vicar al Arhiepiscopiei Bucureștilor, fiind cunoscut sub numele Varsanufie Prahoveanul. Din 2014 este arhiepiscop al Arhiepiscopiei Râmnicului, fiind cunoscut sub numele de Varsanufie al Râmnicului.
Valentin Gogescu a urmat între anii 1985-1990  cursurile Seminarului Teologic Ortodox din București, iar în 1994 a absolvit Facultatea de Teologie Ortodoxă a Universității din București. Între anii 1990-1998 a fost și profesor de religie la mai multe școli generale din București. În anul 1998 a fost tuns în monahism la Mănăstirea Slănic, unde a primit numele Varsanufie. În același an a devenit ierodiacon, apoi ieromonah. În anul 1999 a devenit stareț al Mănăstirii Radu Vodă, iar din noiembrie 1999 a fost numit și exarh al mănăstirilor din Arhiepiscopia Bucureștilor. În anul 2001 a devenit protosinghel, iar la 30 septembrie 2001 a fost ridicat la rangul de arhiereu și a fost numit episcop-vicar al Arhiepiscopiei Bucureștilor, cu titulatura Prahoveanul. În anul 2007 a fost numit secretar al Sinodului Mitropolitan al Mitropoliei Munteniei și Dobrogei.
Din 8 iunie 2014 este arhiepsicop al Râmnicului.

## Distincții
A fost decorat în februarie 2004 cu Ordinul Meritul Cultural în grad de Comandor, Categoria G - „Cultele”, „în semn de apreciere deosebită pentru activitatea susținută în domeniul cultelor, pentru spiritul ecumenic și civic dovedit și pentru contribuția avută la întărirea legăturilor interconfesionale, de bună și pașnică conviețuire între toți oamenii”.